# Diego Llorente y Sola
¿Mariano? Diego (de) Llorente y Sola (Tudela, ¿?-¿Salamanca?, 1802) fue un organista, compositor y maestro de capilla español.
No debe confundirse con su hijo Mariano Diego Llorente, que también firmaba como «Diego Llorente». Además, varios autores han confundido ambos, dando, por ejemplo, la fecha de fallecimiento de Llorente y Sola en 1836 en Valladolid. Resulta muy difícil distinguir las obras de ambos, ya que en muchas se conservan solo apellido y es muy probable que tanto el padre, como el hijo, intercambiasen composiciones.

## Vida
Nacido en Tudela, su fecha de nacimiento es desconocido, dando algunos autores simplemente el siglo XVIII.
En 1771, procedente de Tudela, Llorente y Sola fue nombrado organista de la Catedral de Barbastro. En 1780, en sustitución de Francisco Sarrañana, se le unió el cargo de maestro de capilla. Se casó en Barbastro en 1781, teniendo cuatro hijos y habiendo nacido su hijo Mariano en la ciudad. Quedó allí hasta 1785, regentando ambos cargos de organista y maestro de capilla.
Entre 1785 y 1799 fue organista y maestro de capilla de la Catedral de Huesca. En 1794 enviudó, por lo que decidió tomar las órdenes y hacerse sacerdote.
En 1799 presentó un memorial en la Catedral de Salamanca, año a partir del cual, en sustitución de Diego Baquero, pasó a ser organista primero. Todavía seguía en el cargo cuando falleció de forma repentina en 1802.

## Obra
A pesar de que no es posible distinguir con seguridad sus obras de las de su hijo, se consideran las obras conservadas en Barbastro, Huesca (87 obras) y Salamanca (6 obras) son suyas. Otras 14 obras atribuidas a Llorente y Sola se encuentran en el archivo de la Universidad de Salamanca.